# ハンナ・シモン
ハンナ・シモン（Hannah Simone、1980年8月3日 - ）は、イギリス生まれのカナダの女優。

## 出演作品
- New Girl / ダサかわ女子と三銃士（シシ・メイヤーズ）
- 『キリング・ガンサー』（Killing Gunther）